# Adin Brown
Adin Brown (Pleasant Hill, Kalifornia, 1978. május 27. –) amerikai labdarúgókapus, 2023-tól a San Jose Earthquakes kapusedzője.

## Tanulmányai
A De La Salle Középiskolába járt, ahol 1996-os csapata az egyetlen, amely a szezon során nem, csak a rájátszás során kapott gólt. Később a dicsőségcsarnok tagjai lettek.

## Pályafutása

### Egyetemi
A 2000. évi nyári olimpiai játékok felkészítőjén kapusként játszott. A College of William & Maryn töltött ideje alatt kétszer is elnyerte az All-America elismerést.

### Profi
A 2000-es MLS-superdraft során a Colorado Rapids kiválasztotta. Fél évet a Tampa Bay Mutinynél játszott, azonban a csapat megszűnt, és szerződése miatt nem választhatták volna ki. A 2002-es draft után néhány nappal az England Revolutionhöz szerződött. A 2002-es volt a legjobb szezonja, amikor az England Revolution megnyerte az MLS-kupát. 2003-ban többször is lesérült, majd a norvég Aalesunds FK-hoz szerződött. 2007. július 2-án lőtte pályafutásának első gólját.
2010. február 23-án a USSF 2-es divíziójában játszó Portland Timbers tagja lett, először szeptember 10-én lépett pályára. 2011. január 18-án az MLS-utánpótlás Portland Timbers játékosa lett. 2011-ben nem hosszabbították meg szerződését, és a draftban senki sem választotta ki.
2012. március 12-én a Portland Timbers nagykövete lett.

## Fordítás
- Ez a szócikk részben vagy egészben  az   Adin Brown című angol Wikipédia-szócikk ezen változatának fordításán alapul.  Az eredeti cikk szerkesztőit annak laptörténete sorolja fel. Ez a jelzés csupán a megfogalmazás eredetét és a szerzői jogokat jelzi, nem szolgál a cikkben szereplő információk forrásmegjelöléseként.